# Pterocryptis cochinchinensis
Pterocryptis cochinchinensis es una especie de peces de la familia Siluridae en el orden de los Siluriformes.

## Morfología
• Los machos pueden llegar alcanzar los 23,5 cm de longitud total.

## Distribución geográfica
Se encuentra en Laos, Vietnam, el sureste de la China y Tailandia.